# جيون سو كيونج
جيون سو كيونج (بالكورية: 전수경)‏ هي ممثلة كورية جنوبية. ولدت يوم 12 يوليو 1966 في سول في كوريا الجنوبية.

## روابط خارجية
- جيون سو كيونج على موقع IMDb (الإنجليزية)
- جيون سو كيونج على موقع قاعدة بيانات الفيلم (الإنجليزية)